# Asociación Deportiva Isidro Metapán
La Asociación Deportiva Isidro Metapán , también conocida simplemente como Isidro Metapán, es un club deportivo salvadoreño con sede en Metapán, Santa Ana, El Salvador.
Es conocido por su equipo de fútbol profesional, que juega en la Liga Pepsi, el nivel más alto del sistema de la liga de fútbol de El Salvador, y es uno de los clubes más exitosos en la historia del fútbol de El Salvador, después de haber ganado 10 títulos nacionales.
Isidro Metapán fue fundado en el año 2000, tras la fusión de Isidro Menéndez y Metapán F.C. El club tuvo su período de mayor éxito en la década de 2000. Desde la formación de Apertura / Clausura, Isidro Metapán ha sido el club dominante en el fútbol de El Salvador , ganando diez campeonatos. Sus rivales locales tradicionales son FAS .
Desde el comienzo de la temporada 2000-01, Isidro Metapán ha jugado sus partidos en casa en el Estadio Jorge Calero Suárez. Los colores del equipo son azul, rojo y blanco, y la cresta del equipo muestra el blanco y azul y el Jaguar. El club tiene otras divisiones de baloncesto y otros.

## Historia

### Inicios
El origen de la práctica organizada del fútbol en la ciudad de Metapán se remonta hacia los años 1950 cuando los equipos del pueblo eran el Atlético Fuentes y el C.D. Isidro Menéndez, fundados por Adan Martínez y el profesor José Castro respéctivamente. De estos equipos, El Isidro Menéndez fue el equipo más popular en su época pero nunca llegó a militar en primera división bajo tal nombre.
El equipo “calero” llegó a la primera división del fútbol profesional en el año de 1985 denominado en ese momento como CESSA, siendo conocidos popularmente como “cementeros”. Luego de haber permanecido con dicho nombre hasta ese año deciden cambiar de nombre en el año de 1986 pasando a llamarse "Metapán Fútbol Club".
En 1988 Metapán FC se le aprueba la personería jurídica, la cual salió publicada en el Diario Oficial en diciembre de este año.
En 1988-89, el club calero se ubica en el séptimo lugar, siendo sus goleadores principales Ernesto Alfaro Peña y Walter Martínez, además el jugador Luis Francisco Sandoval fue uno de los jugadores más disciplinados del campeonato.
En el campeonato 1991-92, el equipo tuvo una serie de altibajos que lo llevó a claudicar ante el CD Cojutepeque, lo que lo llevó a la liga de Ascenso. Metapán se mantuvo en la segunda división hasta que ascendió a la liga Mayor “A”, en la temporada 2000-2001.
En el año 2000 se funda el equipo actual con la unión del Metapán FC y el Isidro Menéndez. Más tarde el equipo ascendería a la Primera División por segunda vez en su historia para participar en el Torneo Apertura 2001, obteniendo un nada despreciable 6.º lugar.

### siete títulos en seis años: 2007 a 2012.
La historia del equipo cementero en la primera división ya tenía cierta notoriedad debido a que el equipo se encontraba casi siempre peleando por una plaza en la ronda semifinal muy constantemente, aunque hasta ese momento siempre se quedaba relegado en las últimas fechas del torneo por su inexperiencia en los partidos claves, denominándolo a manera de broma por aficionados y críticos deportivos como el equipo del " Casi Casi" . Pero dicha "mufa" desapareció en el Torneo de Apertura del año 2004 siendo Isidro Metapán semifinalista por primera vez en su historia, que logró mediante un repechaje disputado con Club Deportivo Luis Ángel Firpo que ganó por 2-0, ya en la fiesta grande enfrentan a los tigrillos de Club Deportivo FAS, que al final termina siendo el finalista en esa oportunidad venciendo a los caleros, pero dicha actuación dio pie para poder cimentarse y adquirir la experiencia para torneos futuros estando desde entonces siempre entre los más fuertes del país como un clásico invitado a las semifinales.
Ya en el Torneo Clausura 2005 no logró alcanzar las semifinales por quedar en 6° lugar apenas a 5 puntos del cuarto lugar de la clasificación, pero en el Torneo Apertura 2005 logró clasificar a las semifinales derrotando a lo "canarios" del CD Once Municipal y avanzar a la gran final por primera vez en su historia donde se enfrentaría a otro equipo que debutaba en finales de primera división: Club Deportivo Vista Hermosa  el día 18 de diciembre, en donde al no hacerse daño en los 90 minutos de partido, fueron necesarios 30 minutos de tiempo extra, donde al final perderían con marcador de 0-2. 
Para el año 2006, en Torneo Apertura de dicho año, el equipo se hace de los servicios del técnico Edwin "El Bochinche" Portillo, donde tras un año sin resultados positivos encargaron al oriundo de la "Ciudad de la cal”, Metapán un proyecto que daría frutos a largo plazo.
En el Torneo Clausura 2007, el equipo obtuvo su primer título en torneos cortos al vencer a L.A. Firpo por 1-0 en el Estadio Cuscatlán el 1 de julio de 2007.
Para el Apertura 2008, hace un buen torneo y tras dejar por primera vez en semifinales al cuadro asociado de CD FAS,  sale campeón de la liga mayor de fútbol de El Salvador, ganándole en la final a Club Deportivo Chalatenango en tanda de penales 4-3, tras un impresionante partido donde el marcador terminaría 2-2 en los 90 minutos reglamentarios y un 3-3 al final de los 120 minutos disputados en cancha, así consigue su segunda corona en la historia. 
Para el Apertura 2009, luego de pasar por encima y sin mayores sobresaltos en semifinales a Nejapa FC, vence por 1-0 al Club Deportivo Luis Ángel Firpo en la gran final, alcanzando su tercera corona, revalidando el título y convirtiéndose en bicampeón por primera vez en su historia. 
Tras un decepcionante Torneo Apertura 2009, en donde no llegó a defender su título en las instancias semifinales, el equipo se renovó tras la inclusión de figuras de experiencia, clasifica a semifinales del siguiente certamen y tras vencer al primer lugar y favorito Luis Ángel Firpo de forma agónica en las semifinales (1-1/2-1) del Torneo Clausura 2010, logró conquistar la cuarta corona en su haber al vencer a CD Águila por 3 goles a 1.
En el Apertura 2010, después de terminar primero en el torneo y eliminar a CD Águila en semifinales (2-1/0-0), se proclama campeón por quinta ocasión al derrotar a Alianza FC en penales 4-3 tras haber empatado 0-0 en los 120 minutos.
Disputó tras vencer en las semifinales nuevamente a Luis Ángel Firpo (2-2/0-3) su séptima final en la Liga Mayor en El Torneo Apertura 2011, obteniendo su sexto título de campeón nacional al imponerse 1 a 0 al Once Municipal, con gol del uruguayo-salvadoreño Paolo Suárez, obteniendo nuevamente el bicampeonato, para ese momento ya Isidro Metapán era considerado como un "quinto grande" en la liga de fútbol de El Salvador, bajo formato de torneos cortos.
El Torneo Clausura 2012 fue un campeonato atípico para el cuadro cementero, acostumbrado a los triunfos en las instancias finales, y aparte lograr haber permanecido invicto durante las 18 jornadas regulares, tras solo perder un partido ya en instancias de semifinales ante CD FAS 2-0 y reivindicarse en el partido de vuelta 3-0, enfrenta nuevamente en la final a Club Deportivo Águila, quien contra todo pronóstico le arrebató el título con marcador de 2-1, siendo hasta entonces la única final perdida desde el Torneo Apertura 2005 y bajo el ciclo del técnico de Edwin Portillo en la institución.
Tras dicha actuación el plantel se refuerza, manteniendo su idea táctica de juego, el equipo llega a una tercera final consecutiva para el siguiente torneo: el Apertura 2012 el 16 de diciembre de ese año, esta vez ante los albos de Alianza FC, donde el resultado esta vez fue a favor de los "cementeros" derrotándolos en los penaltis 5-4, tras haber terminado 1-1 en 120 minutos de partido, obteniendo ya la séptima estrella de campeón de Primera División en su historia.

### Tricampeonato"Calero"
El torneo siguiente no fue el mejor para los "caleros", ya que no pudieron alcanzar las semis del Clausura 2013 , quedando en 5° lugar apenas a 4 puntos de los puestos de clasificación y aparte de ello, supuso la destitución a mediados del torneo del entrenador Edwin Portillo por malos resultados, quien había permanecido más de seis años como director técnico y siendo este el que más éxitos logró con la entidad calera. Tomando las riendas el exjugador Jorge Humberto Rodríguez.
Dicho nombramiento hizo surgir dudas en la afición metapaneca, ya que en mucho tiempo Edwin Portillo fue una figura muy querida por los seguidores de la institución jaguar, por lo cual se veía con recelo su sorpresiva destitución y cómo afectaría el funcionamiento del desempeño posterior en el equipo para los siguientes torneos venideros.
Pero dicho cambio no tuvo mayores consecuencias en el funcionamiento del equipo, Rodríguez, manteniendo un esquema muy conservador y con apenas unos pocos cambios en el esquema táctico anterior, consiguió un buen desempeño en sus primeros partidos con la entidad calera y aunque no logró clasificar a semifinales, la directiva decidió mantenerlo para el Torneo Apertura 2013.
Ya en dicho torneo el equipo logra clasificar a semifinales, pero primero tuvo que disputar un repechaje para desempatar con Alianza FC venciéndolo 1-0, ya en las semis venció al líder del torneo el Atlético Marte (1-0/ 2-2) para posteriormente enfrentar a su acérrimo rival de departamento Club Deportivo FAS, a quien con un gol a 8 minutos del final del tiempo reglamentario, derrota 1-0 a los asociados y consigue su octavo título, siendo no solo el equipo más ganador en torneos cortos, sino también el único equipo "chico" ascendido en el siglo XXI en lograr el hito de ganarle por lo menos una final a cada uno los cuatro equipos considerados "grandes" del redondo salvadoreño.
En el Clausura 2014 el cuadro "jaguar" logra nuevamente alcanzar un nuevo título, defendiendo así el cetro de campeón vigente, esta vez derrotando de manera muy aflictiva a los mitológicos de Club Deportivo Dragón, tras haber dejado en el camino de semifinales al Juventud Independiente en dos partidos ida y vuelta 2-2 y 2-0 respectivamente. En la final sufrieron ante un combativo equipo "verdolaga" manteniéndose el marcador 0-0 en 120 minutos de juego y definiéndose por los penaltis 6-5 a favor de los " Cementeros", logrando ya su noveno título y su tercer bicampeonato como club, esto en menos de siete años
El cuadro "de la cal y cemento" ya en el Apertura 2014 salía con propiedad para lograr un nuevo hito en el fútbol salvadoreño, de forma agónica llega a las semifinales, y en las mismas vence de manera aflictiva al sorprendente primer lugar del torneo Santa Tecla FC (0-0/ 1-2), tras ello disputó la final del campeonato ante los emplumados de CD Águila en un partido que finalizó 0-0 en el tiempo regular y con un final impactante en 30 minutos de tiempo extra con marcador de 1-1, donde en los penaltis finalmente consigue de sufrida forma imponerse con marcador de 3-2, resultado que permitió alcanzar un récord de tres títulos seguidos en Primera División, el único equipo que lo ha conseguido en el actual formato de torneos cortos en El Salvador, estos bajo el mando del técnico salvadoreño Jorge Humberto Rodríguez.

## Datos del club
- Puesto histórico: 6.º
- Temporadas en 1.ª: 22 temporadas
- Mejor puesto en la liga: 1.º (5)
- Peor puesto en la liga: 9° (1)
- Mayor número de goles en una temporada: 44
- Mayor goleada a favor: 6-0 sobre San Salvador F.C.
- Mayor goleada en contra: 1-7 ante Alianza F.C.
- Jugador con más partidos disputados:  Hector Omar Mejia (519)
- Jugador con más goles:   Williams Reyes (159)
- Equipo filial: Isidro Metapan Reservas
- Mayor goleada a favor en una competencia de Concacaf:: 4-0 ante  L.A. Galaxy
- Mayor goleada en contra en una competencia de Concacaf:: 8-0 ante  Pumas UNAM
- Asistencia media: 4,000

## Uniforme
- Uniforme titular:  camiseta azul, pantalón azul, medias azules.

- Uniforme alternativo:  camiseta gris y blanca, pantalón gris, medias azules.

## Proveedores y patrocinadores
| Periodo          | Patrocinador                                                                | Proveedor |
| ---------------- | --------------------------------------------------------------------------- | --------- |
| 2000             | CESSA                                                                       | Milán     |
| 2001-2002        | CESSA, Texaco, Coca-Cola                                                    | Milán     |
| 2003-2005        | CESSA                                                                       | Milán     |
| 2006             | CESSA, Tigo, Hankook                                                        | Milán     |
| 2007             | Tigo, Dunlop                                                                | Milán     |
| 2008             | Tigo, Arroz San Pedro, SalazarRomero                                        | Milán     |
| 2009             | Bimbo, Tigo, Salazar, MK Medicementos                                       | Milán     |
| 2010             | Bimbo, Tigo, Cartan Global                                                  | Milán     |
| 2011-2013        | Bimbo, Holcim, Arroz San Pedro                                              | Milán     |
| 2014-2015        | Bimbo, Holcim, Arroz San Pedro, Don Chilo                                   | Milán     |
| 2016- Actualidad | Gumarsal, Concentrados, AgroAmigo, Arroz San Pedro, Don Chilo, SalzarRomeo. | Milán     |

## Estadio
El Estadio Jorge "Calero" Suárez es la casa del equipo de fútbol Isidro Metapán. Fue construido en 1996 y remodelado el 2001, siendo nombrado en honor del portero de la selección nacional nativo de esa ciudad: Jorge Suárez Landaverde. Actualmente es el segundo estadio más amplio del occidente del país con capacidad para 5,500 personas y el único estadio salvadoreño junto al Estadio Cuscatlán avalado por CONCACAF para recibir partidos internacionales.

## Entrenadores
| - Francisco Javier Flores (1974) - Edgardo Monroy (1984-1985) - Conrado Miranda (1985-1986) - Jorge Suárez Landaverde (1987-1989) - João Cassiano de Oliveira (1989) - Ricardo Guardado (1990-1993) - Francisco Javier Flores (1994) - Calazán Quintana (1996-1997) - Nelson Mauricio Ancheta (1999) - Edwin Portillo (2000-2001) - José Calazán (Interino) (2001-2001) - Roberto Fabrizio (2002) - Edwin Portillo (2002-2003) | - Raúl Héctor Cocherari (2003-2003) - René Ramírez (2003-2004) - Saul Rivero (2004-2004) - Marcelo Javier Zuleta (2004-2004) - Edwin Portillo (2004-2005) - Rubén Alonso (2005-2006) - Edwin Portillo (2006-2013) - Jorge Humberto Rodríguez (2013-2016) - Roberto Gamarra (2016-2017) - Misael Alfaro (2017-2017) - Edwin Portillo (2017- 2018) - Alberto Castillo (2018) - Victor Coreas (2019- 2020) - José Figueroa (2020- 2021) - Juan Cortés Diéguez (2021) | - Misael Alfaro (2021- 2021) - Hector Omar Mejia (2021- 2024) - Erick Dowson Prado (2024- presente) |

## Jugadores

### Plantilla Apertura 2025
- = Capitán.
- = Lesionado de larga duración.
- = Lesionado, poca gravedad.

### Altas Apertura 2025
| Jugador          | Posición       | Procedencia    |
| ---------------- | -------------- | -------------- |
| Jesús Zúñiga     | Delantero      | Achuapa        |
| Jhonatan Urrutia | Delantero      | Platense       |
| Jomal Williams   | Centrocampista | Once Deportivo |
| Carlos Anzora    | Centrocampista | Once Deportivo |

### Bajas Clausura 2025
| Jugador             | Posición       | Equipo Actual         |
| ------------------- | -------------- | --------------------- |
| Erivan Flores       | Centrocampista | C.D. Luis Ángel Firpo |
| Dany Cetré          | Delantero      | Fuerte San Francisco  |
| Daniel Arévalo      | Centrocampista | Cacahuatique          |
| Isaac Esquivel      | Delantero      | Hércules              |
| Juan Carlos Argueta | Delantero      | Cacahuatique          |
| Bayron López        | Defensa        | Fuerte San Francisco  |
| Christian Aguilar   | Centrocampista | Hércules              |
| Josué Rivera        | Delantero      | Agente libre          |
| David Livingston    | Delantero      | Agente libre          |

## Palmarés

### Torneos nacionales (10)
| Competición nacional    | Títulos                                                                                             | Subcampeonatos                |
| ----------------------- | --------------------------------------------------------------------------------------------------- | ----------------------------- |
| Primera División (10/3) | Cl. 2007, Ap. 2008, Cl. 2009, Cl. 2010, Ap. 2010, Ap. 2011, Ap. 2012, Ap. 2013, Cl. 2014 y Ap. 2014 | Ap. 2005, Cl. 2012 y Cl. 2015 |
|                         | |                               |
| Segunda División (3/3)  | 1983-84, 1985-86 y Cl. 2001.                                                                        | 1992-93, 1997-98 y Ap. 1999.  |

Torneos internacionales (Amistoso) (0/1)
| Competición Internacional | Títulos | Subcampeonatos |
| ------------------------- | ------- | -------------- |
| Copa Mesoamericana        |         | 2011           |

| Torneo        | Rival               | Marcador final | Título     |
| ------------- | ------------------- | -------------- | ---------- |
| Apertura 2005 | CD Vista Hermosa    | 0: 2           | Subcampeón |
| Clausura 2007 | CD Luis Ángel Firpo | 1: 0           | Campeón    |
| Apertura 2008 | Chalatenango        | 3: 3 (4-3 p)   | Campeón    |
| Clausura 2009 | CD Luis Ángel Firpo | 1: 0 (t.e.)    | Campeón    |
| Clausura 2010 | CD Águila           | 3: 1           | Campeón    |
| Apertura 2010 | Alianza FC          | 0: 0 (4-3 p)   | Campeón    |
| Apertura 2011 | Once Municipal      | 1: 0           | Campeón    |
| Clausura 2012 | CD Águila           | 2:1            | Subcampeón |
| Apertura 2012 | Alianza FC          | 1:1 (5-4 p)    | Campeón    |
| Apertura 2013 | CD FAS              | 1:0            | Campeón    |
| Clausura 2014 | CD Dragón           | 0:0 (6-5 p)    | Campeón    |
| Apertura 2014 | CD Águila           | 1:1 (3-2 p)    | Campeón    |
| Clausura 2015 | Santa Tecla FC      | 1:1 (3-1 p)    | SubCampeón |

## Competiciones internacionales

### CONCACAF Liga de Campeones
Torneo de CONCACAF Liga Campeones
El Isidro Metapán ha sido el único equipo del El Salvador y la zona CONCACAF en disputar todas las ediciones recientes del torneo bajo el nuevo formato establecido en el año 2008 hasta la edición de 2015-16. Dicho paso no ha sido muy significativo ya que en las ocho ediciones que ha participado, únicamente en una ocasión el equipo logró superar la barrera de ronda de grupos, esto para la temporada 2011/2012, logrando victorias importantes contra Santos Laguna de México y Real España de Honduras, ubicándose como segundo lugar del grupo "B" con 9 puntos, clasificándose así por primera vez a cuartos de final. Jugando esa ronda ante el equipo mexicano Pumas de la UNAM al que ganó en el juego de ida 2-1, con dos goles de Mark Lester Blanco, y perdiendo en la vuelta 8-0 con un global de 9-2 para quedar eliminados. De ahí que su paso en el torneo regional no sea de grandes logros para el club, más allá del rodaje que tenga el participar con otras instituciones deportivas del área.
- CONCACAF Liga Campeones: 8 participaciones

2008-2009: -Fase clasificatoria vs  Marathón - 3:4 marcador global Marathón clasifica)
| \| Fecha \| Lugar \| Local \| Resultado \| Visitante \| \| --------------- \| -------------- \| -------------- \| --------- \| -------------- \| \| 28 de agosto \| San Salvador \| Isidro Metapán \| 2:2 \| Marathón \| \| 4 de septiembre \| San Pedro Sula \| Marathón \| 2:1 \| Isidro Metapán \| |                |                |           |                |
| Fecha | Lugar          | Local          | Resultado | Visitante      |
| 28 de agosto | San Salvador   | Isidro Metapán | 2:2       | Marathón       |
| 4 de septiembre | San Pedro Sula | Marathón       | 2:1       | Isidro Metapán |

2009-2010: -Fase de grupos (terminó cuarto en el Grupo A)
| \| Fecha \| Lugar \| Local \| Resultado \| Visitante \| \| ---------------- \| --------------- \| -------------- \| --------- \| -------------- \| \| 19 de agosto \| Houston \| Houston Dynamo \| 1:0 \| Isidro Metapán \| \| 25 de agosto \| Pachuca \| Pachuca \| 5:0 \| Isidro Metapán \| \| 15 de septiembre \| Metapán \| Isidro Metapán \| 0:1 \| Árabe Unido \| \| 22 de septiembre \| Metapán \| Isidro Metapán \| 0:4 \| Pachuca \| \| 29 de septiembre \| Ciudad de Colón \| Árabe Unido \| 6:0 \| Isidro Metapán \| \| 4 de septiembre \| Metapán \| Isidro Metapán \| 3:2 \| Houston Dynamo \| |                 |                |           |                |
| Fecha | Lugar           | Local          | Resultado | Visitante      |
| 19 de agosto | Houston         | Houston Dynamo | 1:0       | Isidro Metapán |
| 25 de agosto | Pachuca         | Pachuca        | 5:0       | Isidro Metapán |
| 15 de septiembre | Metapán         | Isidro Metapán | 0:1       | Árabe Unido    |
| 22 de septiembre | Metapán         | Isidro Metapán | 0:4       | Pachuca        |
| 29 de septiembre | Ciudad de Colón | Árabe Unido    | 6:0       | Isidro Metapán |
| 4 de septiembre | Metapán         | Isidro Metapán | 3:2       | Houston Dynamo |

2010-2011: -Fase casificatoria vs  Seattle Sounders FC - 2:1 marcador global (Seattle Sounders clasifica
| \| Fecha \| Lugar \| Local \| Resultado \| Visitante \| \| ----------- \| ------------ \| ---------------- \| --------- \| ---------------- \| \| 28 de julio \| Seattle \| Seattle Sounders \| 1:0 \| Isidro Metapán \| \| 3 de agosto \| San Salvador \| Isidro Metapán \| 1:1 \| Seattle Sounders \| |              |                  |           |                  |
| Fecha | Lugar        | Local            | Resultado | Visitante        |
| 28 de julio | Seattle      | Seattle Sounders | 1:0       | Isidro Metapán   |
| 3 de agosto | San Salvador | Isidro Metapán   | 1:1       | Seattle Sounders |

2011-2012: -Cuartos de final vs  Pumas UNAM - 2:1, 0:8 (Pumas UNAM avanza 2:9 marcador global)
| \| Fecha \| Lugar \| Local \| Resultado \| Visitante \| \| ---------------- \| ---------------- \| --------------------- \| --------- \| --------------------- \| \| 27 de julio \| Metapán \| Isidro Metapán \| 2:0 \| Puerto Rico Islanders \| \| 3 de agosto \| Bayamón \| Puerto Rico Islanders \| 3:1 \| Isidro Metapán \| \| 17 de agosto \| Denver \| Colorado Rapids \| 3:2 \| Isidro Metapán \| \| 24 de agosto \| Metapán \| Isidro Metapán \| 2:0 \| Santos \| \| 13 de septiembre \| San Pedro Sula \| Real España \| 2:1 \| Isidro Metapán \| \| 22 de septiembre \| Torreón \| Santos \| 6:0 \| Isidro Metapán \| \| 28 de septiembre \| Metapán \| Isidro Metapán \| 1:3 \| Colorado Rapids \| \| 20 de octubre \| Metapán \| Isidro Metapán \| 3:2 \| Real España \| \| 29 de septiembre \| Metapán \| Isidro Metapán \| 2:1 \| Pumas UNAM \| \| 4 de septiembre \| Ciudad de México \| Pumas UNAM \| 8:0 \| Isidro Metapán \| |                  |                       |           |                       |
| Fecha | Lugar            | Local                 | Resultado | Visitante             |
| 27 de julio | Metapán          | Isidro Metapán        | 2:0       | Puerto Rico Islanders |
| 3 de agosto | Bayamón          | Puerto Rico Islanders | 3:1       | Isidro Metapán        |
| 17 de agosto | Denver           | Colorado Rapids       | 3:2       | Isidro Metapán        |
| 24 de agosto | Metapán          | Isidro Metapán        | 2:0       | Santos                |
| 13 de septiembre | San Pedro Sula   | Real España           | 2:1       | Isidro Metapán        |
| 22 de septiembre | Torreón          | Santos                | 6:0       | Isidro Metapán        |
| 28 de septiembre | Metapán          | Isidro Metapán        | 1:3       | Colorado Rapids       |
| 20 de octubre | Metapán          | Isidro Metapán        | 3:2       | Real España           |
| 29 de septiembre | Metapán          | Isidro Metapán        | 2:1       | Pumas UNAM            |
| 4 de septiembre | Ciudad de México | Pumas UNAM            | 8:0       | Isidro Metapán        |

2012-2013:-Fase de grupos (terminó tercero en el Grupo 5)
| \| Fecha \| Lugar \| Local \| Resultado \| Visitante \| \| ---------------- \| ----------- \| --------------------- \| --------- \| --------------------- \| \| 1 de agosto \| Metapán \| Isidro Metapán \| 3:1 \| Puerto Rico Islanders \| \| 23 de agosto \| Los Ángeles \| Los Angeles Galaxy \| 5:2 \| Isidro Metapán \| \| 27 de septiembre \| Bayamón \| Puerto Rico Islanders \| 3:0 \| Metapán \| \| 25 de octubre \| Metapán \| Isidro Metapán \| 2:3 \| Los Angeles Galaxy \| |             |                       |           |                       |
| Fecha | Lugar       | Local                 | Resultado | Visitante             |
| 1 de agosto | Metapán     | Isidro Metapán        | 3:1       | Puerto Rico Islanders |
| 23 de agosto | Los Ángeles | Los Angeles Galaxy    | 5:2       | Isidro Metapán        |
| 27 de septiembre | Bayamón     | Puerto Rico Islanders | 3:0       | Metapán               |
| 25 de octubre | Metapán     | Isidro Metapán        | 2:3       | Los Angeles Galaxy    |

2013-2014: -Fase de grupos (terminó segundo en el Grupo 8)
| \| Fecha \| Lugar \| Local \| Resultado \| Visitante \| \| ---------------- \| ------------ \| ------------------ \| --------- \| ------------------ \| \| 8 de agosto \| San Salvador \| Isidro Metapán \| 2:4 (1:2) \| Cartaginés \| \| 27 de agosto \| San José \| Cartaginés \| 0:0 (0:0) \| Isidro Metapán \| \| 18 de septiembre \| Los Ángeles \| Los Angeles Galaxy \| 1:0 (1:0) \| Isidro Metapán \| \| 24 de octubre \| San Salvador \| Isidro Metapán \| 4:0 (4:0) \| Los Angeles Galaxy \| |              |                    |           |                    |
| Fecha | Lugar        | Local              | Resultado | Visitante          |
| 8 de agosto | San Salvador | Isidro Metapán     | 2:4 (1:2) | Cartaginés         |
| 27 de agosto | San José     | Cartaginés         | 0:0 (0:0) | Isidro Metapán     |
| 18 de septiembre | Los Ángeles  | Los Angeles Galaxy | 1:0 (1:0) | Isidro Metapán     |
| 24 de octubre | San Salvador | Isidro Metapán     | 4:0 (4:0) | Los Angeles Galaxy |

2014-2015: -Fase de grupos (terminó tercero en el grupo 7)
| \| Fecha \| Lugar \| Local \| Resultado \| Visitante \| \| ---------------- \| ------------ \| -------------- \| --------- \| -------------- \| \| 5 de agosto \| San Salvador \| Isidro Metapán \| 2:4 \| León \| \| 21 de agosto \| Heredia \| Herediano \| 4:0 \| Isidro Metapán \| \| 18 de septiembre \| San Salvador \| Isidro Metapán \| 2:4 \| Herediano \| \| 23 de octubre \| León \| León \| 4:1 \| Isidro Metapán \| |              |                |           |                |
| Fecha | Lugar        | Local          | Resultado | Visitante      |
| 5 de agosto | San Salvador | Isidro Metapán | 2:4       | León           |
| 21 de agosto | Heredia      | Herediano      | 4:0       | Isidro Metapán |
| 18 de septiembre | San Salvador | Isidro Metapán | 2:4       | Herediano      |
| 23 de octubre | León         | León           | 4:1       | Isidro Metapán |

2015-2016: -Fase de grupos (terminó tercero en el grupo B)
| \| Fecha \| Lugar \| Local \| Resultado \| Visitante \| \| ------------------------ \| ------------------------ \| -------------- \| --------- \| -------------- \| \| 6 de agosto de 2015 \| Heredia \| Herediano \| 3 – 0 \| Isidro Metapán \| \| 18 de agosto de 2015 \| San Nicolás de los Garza \| Tigres \| 2 – 1 \| Isidro Metapán \| \| 17 de septiembre de 2015 \| Metapán \| Isidro Metapán \| 2 – 0 \| Herediano \| \| 24 de septiembre de 2015 \| Metapán \| Isidro Metapán \| 1 – 2 \| Tigres \| |                          |                |           |                |
| Fecha | Lugar                    | Local          | Resultado | Visitante      |
| 6 de agosto de 2015 | Heredia                  | Herediano      | 3 – 0     | Isidro Metapán |
| 18 de agosto de 2015 | San Nicolás de los Garza | Tigres         | 2 – 1     | Isidro Metapán |
| 17 de septiembre de 2015 | Metapán                  | Isidro Metapán | 2 – 0     | Herediano      |
| 24 de septiembre de 2015 | Metapán                  | Isidro Metapán | 1 – 2     | Tigres         |

| PJ | PG | PE | PP | GA | GC |
| -- | -- | -- | -- | -- | -- |
| 34 | 8  | 3  | 21 | 41 | 90 |

- Es el primer equipo salvadoreño en superar la fase de grupos en el nuevo formato de la CONCACAF Liga Campeones.

Mayores goleadas recibidas en Concacaf Liga de campeones: 
 Club Santos Laguna 6-0 Isidro Metapán 22-09-11, fase de grupos.
 Pumas UNAM 8-0 Isidro Metapán 15 de marzo-de 2012, cuartos de final.

Mayor goleada a favor:
Isidro Metapán 4-0 Los Ángeles Galaxy 24 de octubre de 2013, fase de grupos.

### Otras competiciones
- Copa Interclubes UNCAF: 1 participación

Copa Interclubes UNCAF 2007: -Primera ronda vs  LD Alajuelense - 3:0, 0:0 (Alajuelense avanza 3:0)
- Copa Mesoamérica: 1 participación (invitación)

Copa Mesoamérica 2011:-Primera ronda: Xelajú Mario Camposeco - 3:0  (Avanza Isidro Metapan)          -Final vs  Chiapas Fútbol Club - 4:1 (Jaguares es campeón)

## Otras disciplinas deportivas

### Baloncesto
La dirigencia de Isidro Metapán decidió incorporarse a la primera temporada de la Liga Mayor de Baloncesto de El Salvador en el año 2015. El torneo es organizado por la Federación Salvadoreña de Baloncesto (Fesabal). El equipo contó con dos refuerzos extranjeros: el dominicano Amuary Ripol y el Nicaragüense Bartel López.